# Referendumul constituțional din România, 2003

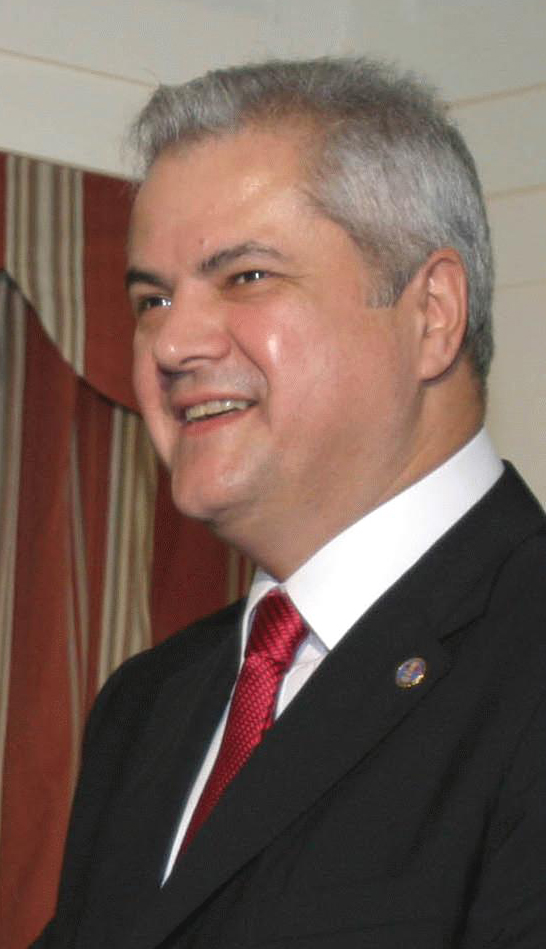
Adrian Năstase, Prim-ministrul României în timpul referendumului.

Referendumul constituțional s-a desfășurat pe 18-19 octombrie 2003 pentru aprobarea Legii de revizuire a Constituției României. Din estimări a reieșit că ar fi necesare 2 zile pentru ca 50% + 1 din alegători să se prezinte la vot, așa că referendumul a fost organizat pe parcursul a două zile.

## Modificări

### Integrarea euroatlantică
Printre modificările importante care au fost aduse Constituției s-a aflat declararea intenției României de a se alătura Uniunii Europene. Aceste prevederi sunt găsite în nou-introdusul Titlu VI, în care este menționat faptul că tratatele și reglementările comunitare ale Uniunii au prioritate față de legile naționale, în situația aderării României la aceasta.

## Rezultat

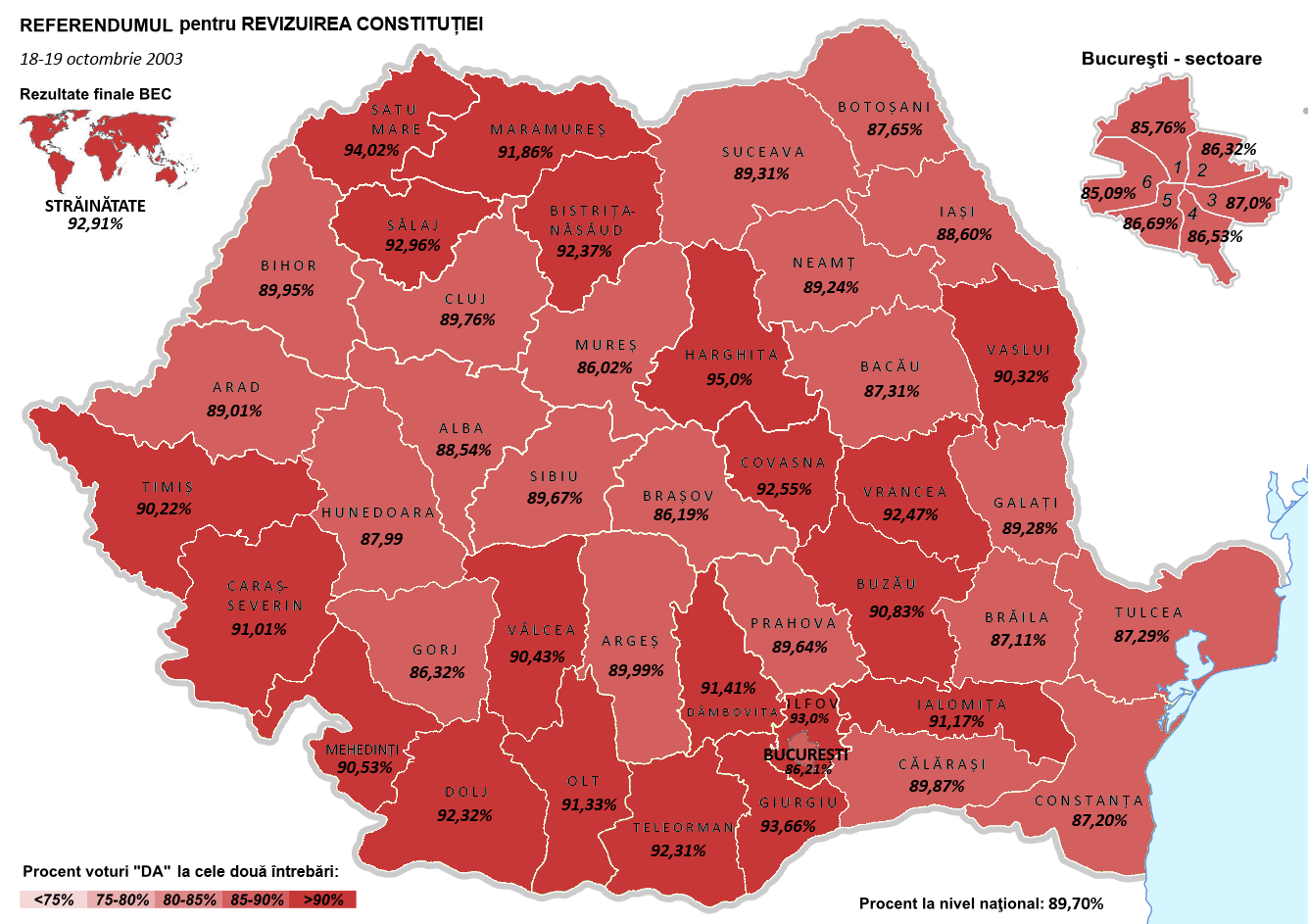
Harta procentului de voturi „Da” pe județe plus diaspora

- Alegători: 17.842.103
- Au votat: 9.938.441 (55,7%)
- DA: 8.915.022 (89,70%)
- NU: 875.172 (8,81%)
- voturi nule: 148.247 (1,49%)